# Вигін
Ви́гін — село в Головинській сільській громаді Рівненського району Рівненської області України. Населення становить 379 осіб.

## Історія села Вигін
Село Вигін  знаходиться на території Злазненської сільської ради на відстані 2 кілометри від села Злазне і 23 кілометри від районного центру міста Костопіль. Село розташоване на лівому березі річки Горинь, яка протікає за 4 кілометри від села. Назву селу дав вигон  - місце для випасу худоби.
Поштовхом до появи села стала столипінська реформа початку ХХ століття. Одним із заходів реформи було переселення на хутори. Головною причиною переселення селян було малоземелля і безземелля у нашому краї. Саме в часи столипінської реформи жителі села Злазне купляють землю і домагаються виділення землі в окремих масивах-відрубах, а також переселяються на хутори.
Після Ризького договору 1921 року територія нашого краю опинилася під владою Польщі. Польська влада також підтримувала переселення на хутори і у 20-30-х значна частина жителів села Злазне переселилася на хутори. Найбільшими з них були: Перетоки, Вигін, Дубина, Криловщина, Темник, Цітин.
Перші будинки на території теперішнього села Вигін з'явилися у середині 20-х років. Першим переселенцем із Злазного на територію сучасного села Вигін був Воляник Денис, згодом сюди переселилися: Кричильський Дмитро, Савтира Сава, Малишевський Василь, і інші. Ця частина села згодом отримала  назву хутір Клин. Першими переселенцями на території хутора Вигін були: Крук Яків, Полюх Микита, Степчук Калько, Юрим Касян, Малишевський Фетод, Малишевський Юрко, Шершун Максим, Шершун Григорій, Крук Степан.
Кількість людей на хуторах значно зросла в роки Другої Світової війни, коли влітку 1943 року німці спалили село Злазне. Люди змушені були зимувати ту страшну зиму хто де. Селяни ішли на хутори до родичів і знайомих щоб перезимувати. В окремих хатах жило по 4-5 сімей, люди ділилися останнім шматком хліба, щоб дожити до весни. Частина людей  восени 1943 року в лісі викопали землянки для зимівлі, де і перезимували холодну зиму. Ще до цього часу одну з вулиць у селі Вигін так і називають — Землянки.
В роки війни окремих селян німці вивезли на роботу в Німеччину, частина чоловіків пішла в УПА, а з приходом Червоної Армії багатьох чоловіків було мобілізовано на фронт. Після вигнання фашистів, у нашому краї, УПА ще кілька років вела боротьбу за вільну Україну. Хутори довгий час надавали допомогу бійцям Повстанської армії, хоча за це часто доводилося платити дорогою ціною.
За переписом 1947 року на хуторі Дубина було 36 хат, на хуторі Вигін — 36, на хуторі Клин — 21, на хуторі Криловщина — 9, на хуторі Темник — 12 хат.
У 1949 році у Злазному створюють колгосп, а незабаром змушують вступати до колгоспу і жителів хуторів. Зокрема на Вигоні створюється рільнича бригада. Радянська влада всіма силами взялася за ліквідацію хуторів. Людей силою змушують переселятися до Злазного, Вигона, Переток, а окремі сім'ї були вивезені до Сибіру або засуджені за допомогу УПА. Лише у 1947 році за підтримку визвольного руху із села Злазне і навколишніх хуторів до Сибіру було вивезено 26 родин (122 людини).
Назва хутора Дубина походить від місцевості де колись ріс дубовий ліс. Дубина довгий час була опорою загонів УПА, тому радянська влада хутір знищила повністю: більшу частину хутора з часом було розорано, а на решті посаджено лісові насадження.
Назву хутору Клин  дала частина землі поміщика Карачевського, яка мала форму клину. Селяни цю землю викупили, а з часом за хутором закріпилася назва Клин. Хутір дав назву школі — Клинівська початкова школа. Школа так називалася до середини 80-х років хоча і знаходилася в селі Вигін. Багато учнів завдячують знайомству з першими літерами учительці Уніч (Каленській) Франі Францівні, яка пропрацювала у школі понад 30 років. Згодом естафету на учительській ниві прийняла її дочка Глущик (Уніч) Ніна Василівна, котра більше 30 років вчить дітей у Вигінській школі. У середині 70-х років хутори Клин і Вигін злилися в одне село Вигін, а з інших хуторів людей влада змусила переселитися до сіл і Злазне, Вигін, Перетоки або виїхати далеко від батьківського дому.
У 2004 році у селі з'явився природний газ, завдяки сприянню депутата Верховної Ради України Шершуна Миколи Харитоновича.
Станом на 01.01.2016 р. у селі Вигін нараховувався 121 будинок і проживало 379 жителів.